# شهرستان بیالا، استان وارنا
شهرستان بیالا (به بلغاری: Byala Municipality) یک شهرستان در بلغارستان است که در استان وارنا واقع شده‌است. شهرستان بیالا ۱۶۲ کیلومتر مربع مساحت و ۳٬۷۲۹ نفر جمعیت دارد.